# 比雷埃夫斯
比雷埃夫斯（羅馬化：Peiraiás），是希腊阿提卡大區比雷埃夫斯专区的市镇，位于雅典以南的萨罗尼科斯湾沿岸。比雷埃夫斯从2500多年前开始就是雅典的港口。它是後來羅馬時代地中海沿岸重要的商业港口，也是在近代希臘成立後希腊主要的造船和工业中心。
2016年8月10日中远集团正式宣布，接管希腊比雷埃夫斯港。

## 友好城市
比雷埃夫斯的友好城市和姐妹城市：
- 俄罗斯阿尔汉格尔斯克
- 美国巴尔的摩（1982）[4]
- 格鲁吉亚巴统[5][6][7]
- 罗马尼亚加拉茨
- 法国马赛（1984）[5][8]
- 乌克兰敖德萨（1993）[5]
- 捷克俄斯特拉发
- 阿根廷罗萨里奥[9]
- 中国上海
- 俄罗斯圣彼得堡（1965）[5][10]
- 保加利亚瓦尔纳
- 美国马萨诸塞州伍斯特
- 立陶宛维尔纽斯
- 中国青岛

## 圖庫

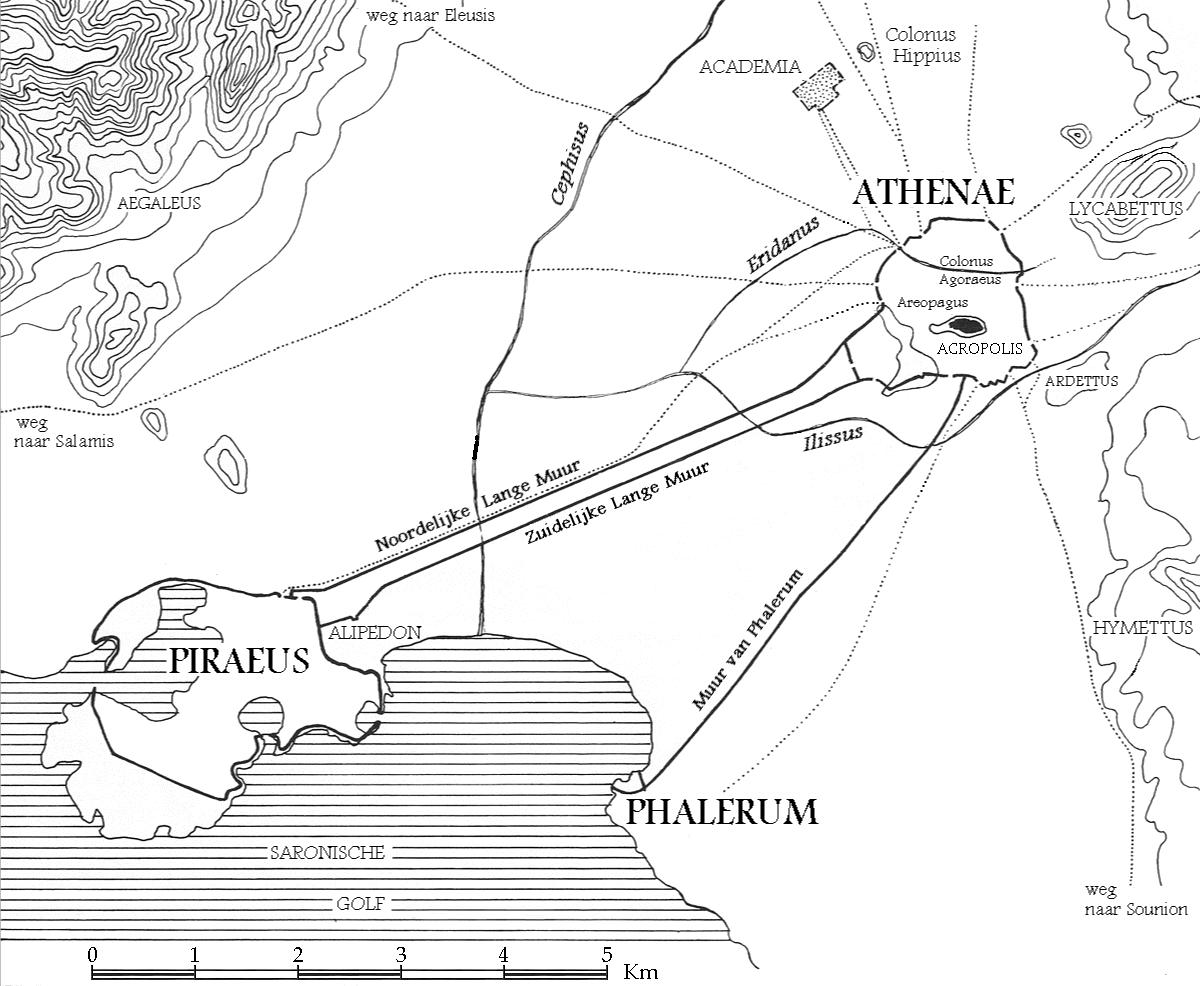
古典时期雅典和比雷埃夫斯由城墙保护的通道相连
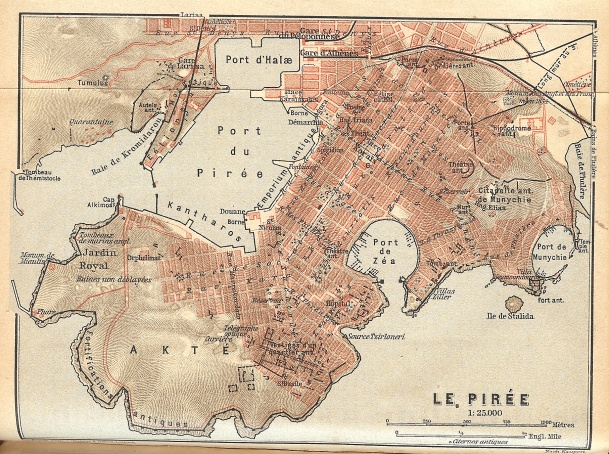
比雷埃夫斯港，1908年地圖
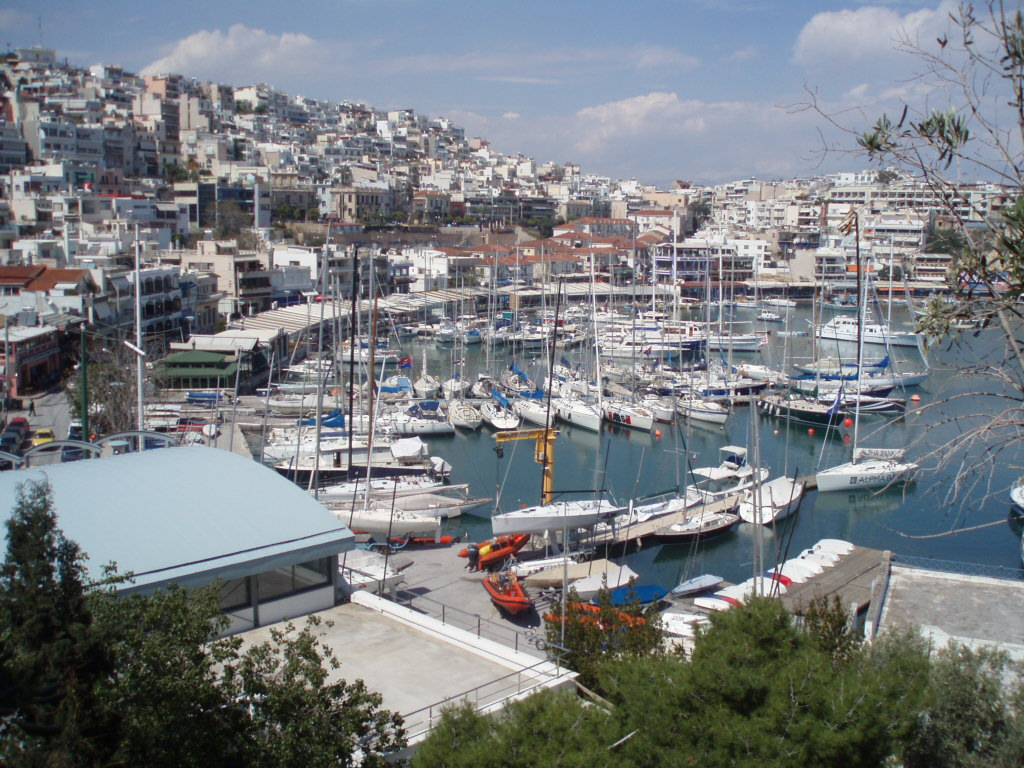
21世紀的比雷埃夫斯港
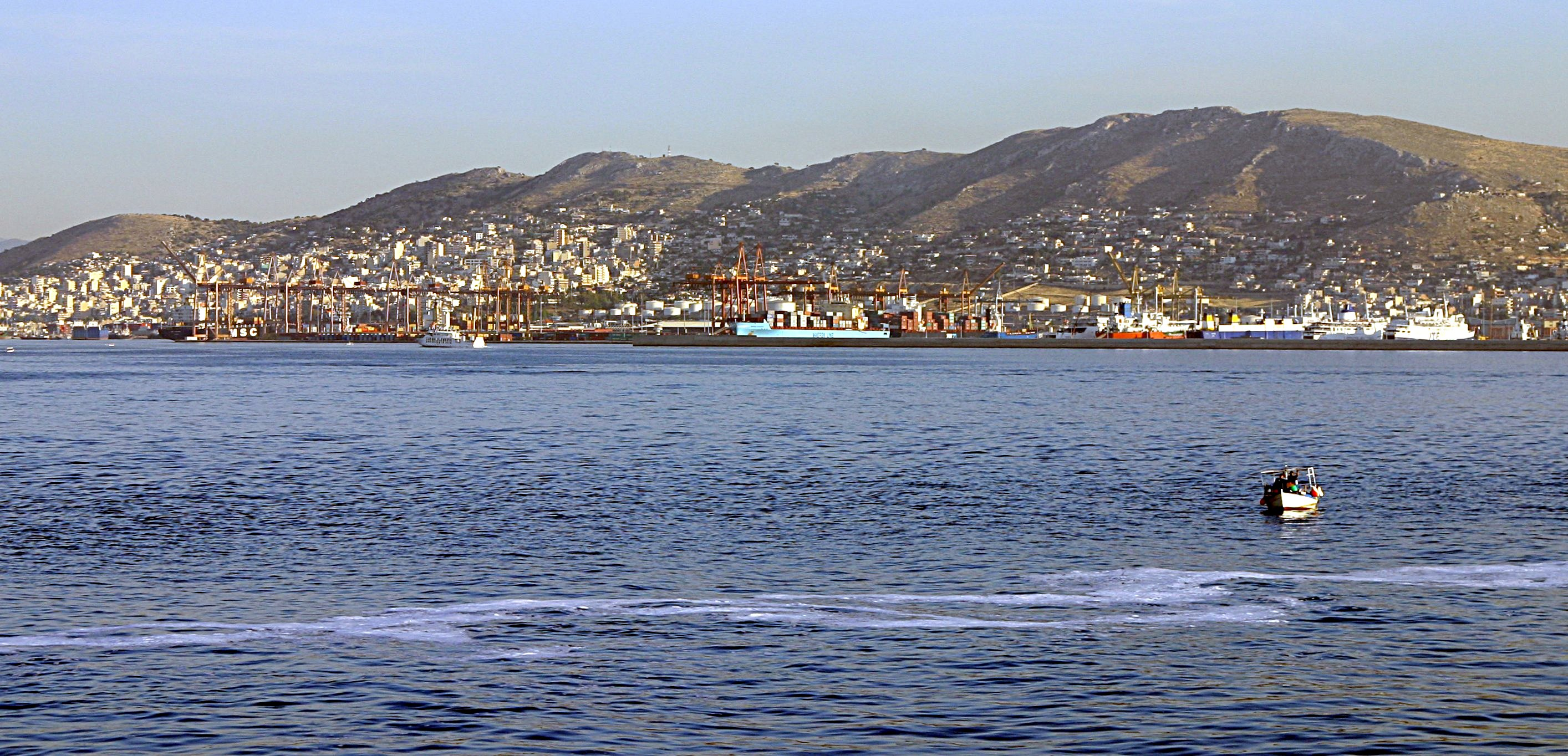
比雷埃夫斯港遠觀